# Distretto di In Guezzam
Il distretto di In Guezzam è un distretto della provincia omonima, in Algeria, con capoluogo In Guezzam.